# NGC 531
NGC 531 ist eine linsenförmige Galaxie vom Hubble-Typ SB0-a im Sternbild Andromeda, welche etwa 239 Millionen Lichtjahre von der Milchstraße entfernt ist. Die Galaxie bildet zusammen mit den Galaxien NGC 529, NGC 536 und NGC 542 die Hickson Compact Group 10, abgekürzt HCG 10.
Johan Ludvig Emil Dreyer notierte als Entdecker William Parsons. Durchgeführt hat die Beobachtung am 16. Oktober 1855 jedoch dessen damaliger Assistent R. J. Mitchell.